# Покровское (Каменский муниципальный округ)
Покро́вское — село в Каменском районе Свердловской области России. Входит в Каменский муниципальный округ.
Ранее было центром Покровского сельсовета Каменского района.

## География
Село Покровское находится в 18 километрах к западо-северо-западу от города Каменска-Уральского, на обоих берегах реки Камышенки, левого притока Исети. Ниже на реке Камышенке имеется пруд. Через село проходит автодорога Екатеринбург — Курган. В двух километрах северо-восточнее Покровского проходит железная дорога Екатеринбург — Курган .
На северо-западе с Покровским соседствует деревня Часовая, расположенная на автодороге в екатеринбургском направлении и чуть выше по течению Камышенки. На  востоке с селом соседствует деревня Малая Белоносова, расположенная на автодороге в каменском (курганском) направлении и чуть ниже по течению Камышенки.

## История

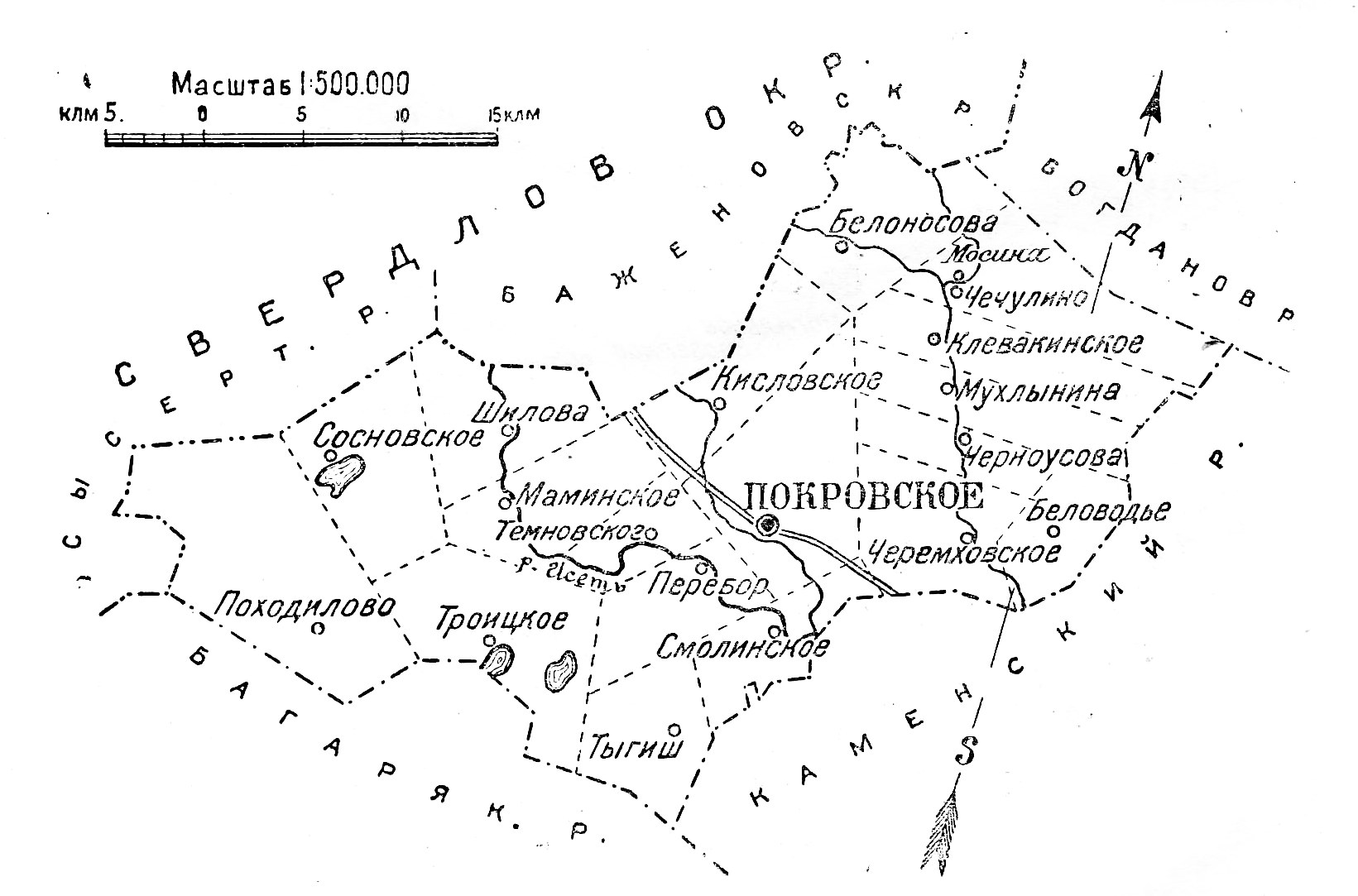
Покровское на схеме Покровского района; 1928 год

Первыми поселенцами были выходцы села Покровского Ирбитского уезда, которые и дали название селу. Покровский починок основал выходец из села Покровского Фёдор Аввакумов, который выдал свою дочь Акулину замуж в селе Белоносово на речке Белой, а она родилась в 1707 году в Покровском починке, значит Покровский починок возник в пределах 1700—1707 годов.
Покровский починок упомянут и в документе 1709 года как разгромленный и сожжённый башкирами. Сгорело 7 домов, уведено 9 лошадей и 5 человек. Первыми жителями были Стуковы, Сыропятовы, Ярославцевы, Томилины, Аввакумовы — выходцы из средней полосы России.
Основным занятием жителей села в начале XX века было хлебопашество. Также сельчане занимались извозом по Исетскому тракту, проходящему через село, в том числе доставка зерна на исетские мельницы и перевозка муки с мельниц. После открытия железнодорожного сообщения Каменский завод — Екатеринбург спрос на извоз резко упал, но в 1891 году половина всех хозяйств села все ещё занималась извозом. Подспорьем к хлебопашеству служат для покровцев: отхожий промысел — подённые работы в Екатеринбурге и заводах (Каменском и др.), и извозный — перевозка пассажиров и кладей по Сибирскому тракту. Последний промысел до проложения Пермско-Тюменской железной дороги был главным источником заработка жителей Покровского, а в начале XX века он упал, оставив неблагоприятные последствия на характере сельчан: «нерадение к земледелию, отсутствие энергии и предприимчивости на какое либо кустарное производство, беспечность и жизнь только минутой, мало заботясь о будущем», по выражению современника, бытописателя прихода.
До 1817 года входило в Камышевскую волость.
Покровцы были участниками восстаний 1762, 1774 годов. Были приписаны к Каменскому заводу для возки древесного угля и перевозки пушек на пристань реки Чусовой.
Со времён Гражданской войны осталась братская могила красноармейца А. В. Степанина. 23 июля 1919 года Покровское освободил 187-й Володарский полк 21 дивизии. 23 сентября 1919 года возникла партийная ячейка. С 1924 по 1930 и с 1935 по 1963 гг. село было райцентром Покровского района.
14 октября 2012 года в Покровском отмечался День села и 305 лет со дня его основания.

## Население
| 1869  | 1886  | 1904  | 1908  | 1926  | 1959  | 2002  | 2010  |
| ----- | ----- | ----- | ----- | ----- | ----- | ----- | ----- |
| 1329  | ↘1285 | ↗1541 | ↗1845 | ↘1682 | ↗1786 | ↗1875 | ↗1916 |
| 2021  |       |       |       |       |       |       |       |
| ↗2172 |       |       |       |       |       |       |       |

Структура

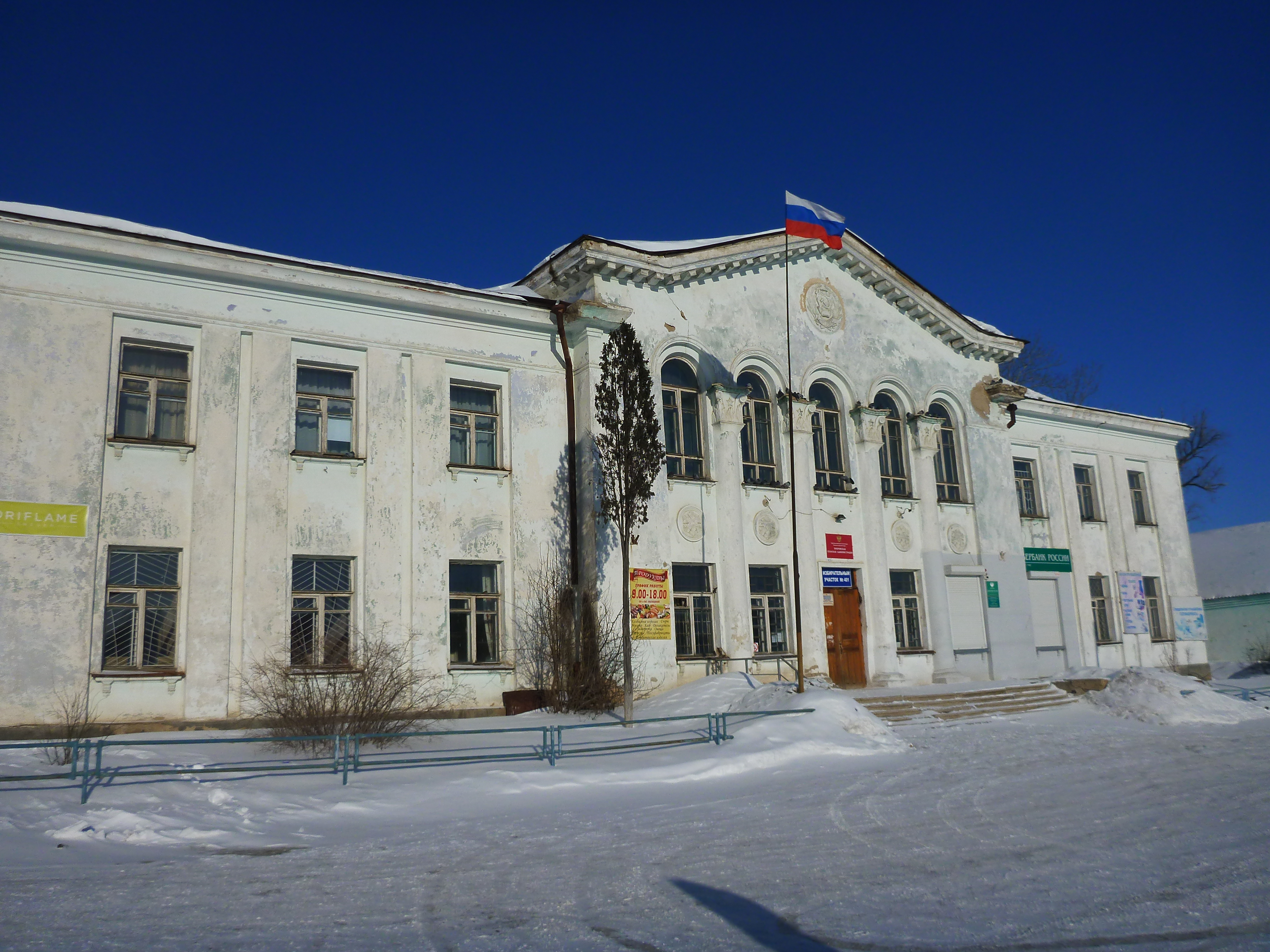
Здание сельской администрации

- По данным 1904 года, в селе было 278 дворов с населением 1541 человек (мужчин — 767, женщин — 774), все русские[14].
- По данным переписи населения 2002 года, русские составляли 91 % от общего числа сельчан[15]. По данным переписи населения 2010 года, в селе проживали 1916 человек — 855 мужчин и 1061 женщина[16].

## Инфраструктура

### Транспорт
Через село проходит автодорога Екатеринбург — Курган. По ней проходят пригородные и междугородние автобусы. В двух километрах северо-восточнее Покровского проходит ветка Екатеринбург — Курган. Около села расположен остановочный пункт Покровское (ранее 78 км) Свердловской железной дороги. Также от Покровского ведёт асфальтированная дорога до станции Перебор, расположенной в соседнем посёлке Первомайском. В Покровском и Переборе останавливаются пригородные электропоезда.

### Образование
Первое учебное заведение — земское училище — появилось в Покровском в 1872 году. В 1905 году земством открыта библиотека. В 1935 году сельская школа получила статус средней. Новое кирпичное здание школы построено в 1938 году. В 2003 году было открыто новое здание школы по Школьной улице, 1.

### Здравоохранение
В Покровском расположено муниципальное учреждение здравоохранения «Каменская центральная районная больница». В сентябре 2008 года за счёт федеральной программы по ликвидации последствий Восточно-Уральского радиоактивного следа был запущен новый корпус, включающий отделение реанимации, терапевтическое, физиотерапии, кабинеты УЗИ и эндоскопической диагностики, ортопедической стоматологии, массажа.
Список улиц
- улица Ветеранов
- улица Ворошилова
- улица Дорожников
- улица Заречная
- улица Комсомольская
- улица Ленина
- улица Мира
- улица Набережная
- улица Октябрьская
- улица Полевая
- улица Рабочая
- улица Садовая
- улица Советская
- улица Специалистов
- улица Студенческая
- улица Школьная
- переулок Новый

Предприятия
- ООО «СХП Покровское» — услуги, связанные с производством сельскохозяйственных культур.

## Церковь Покрова Пресвятой Богородицы

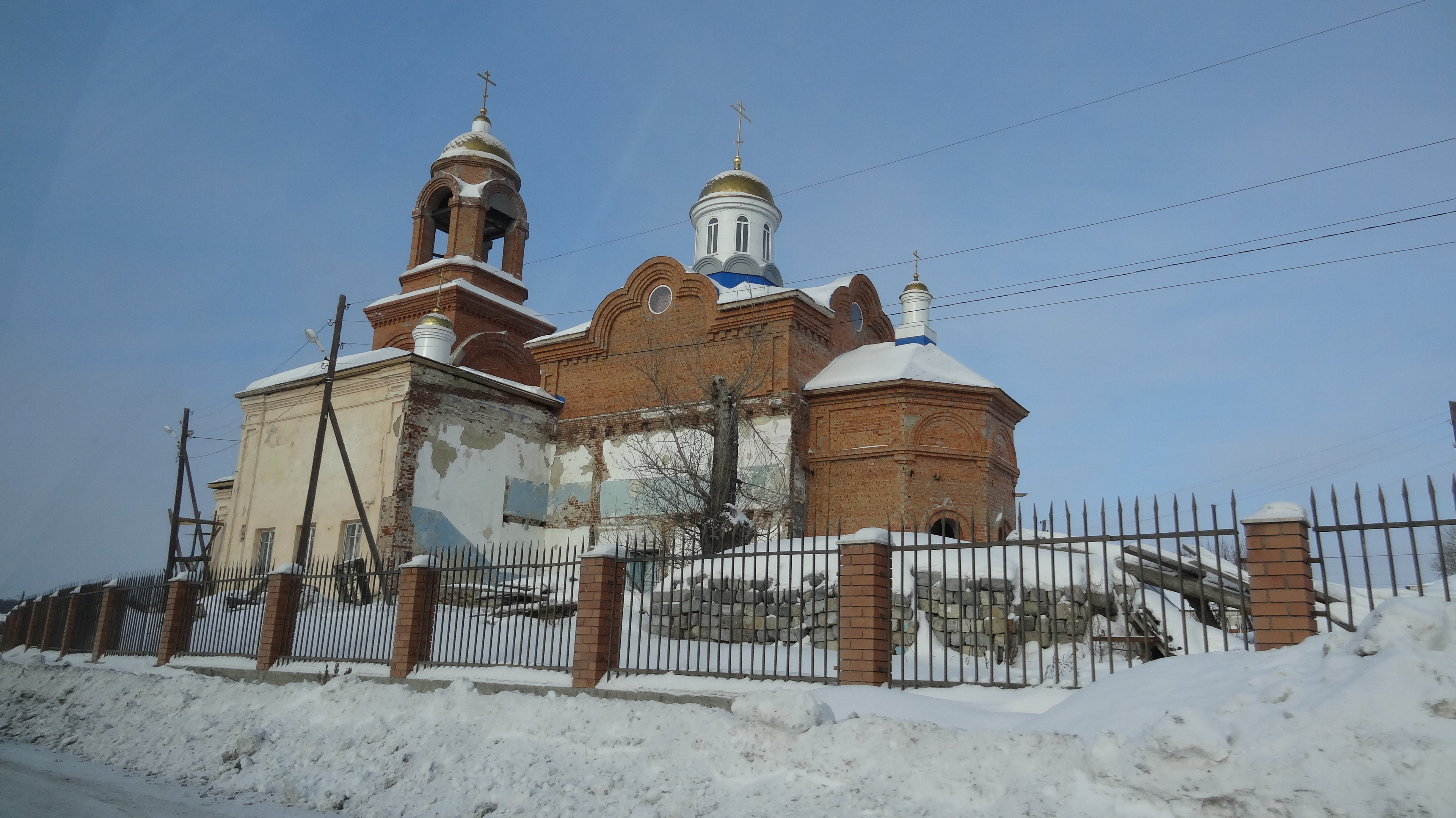
Церковь в 2017 году

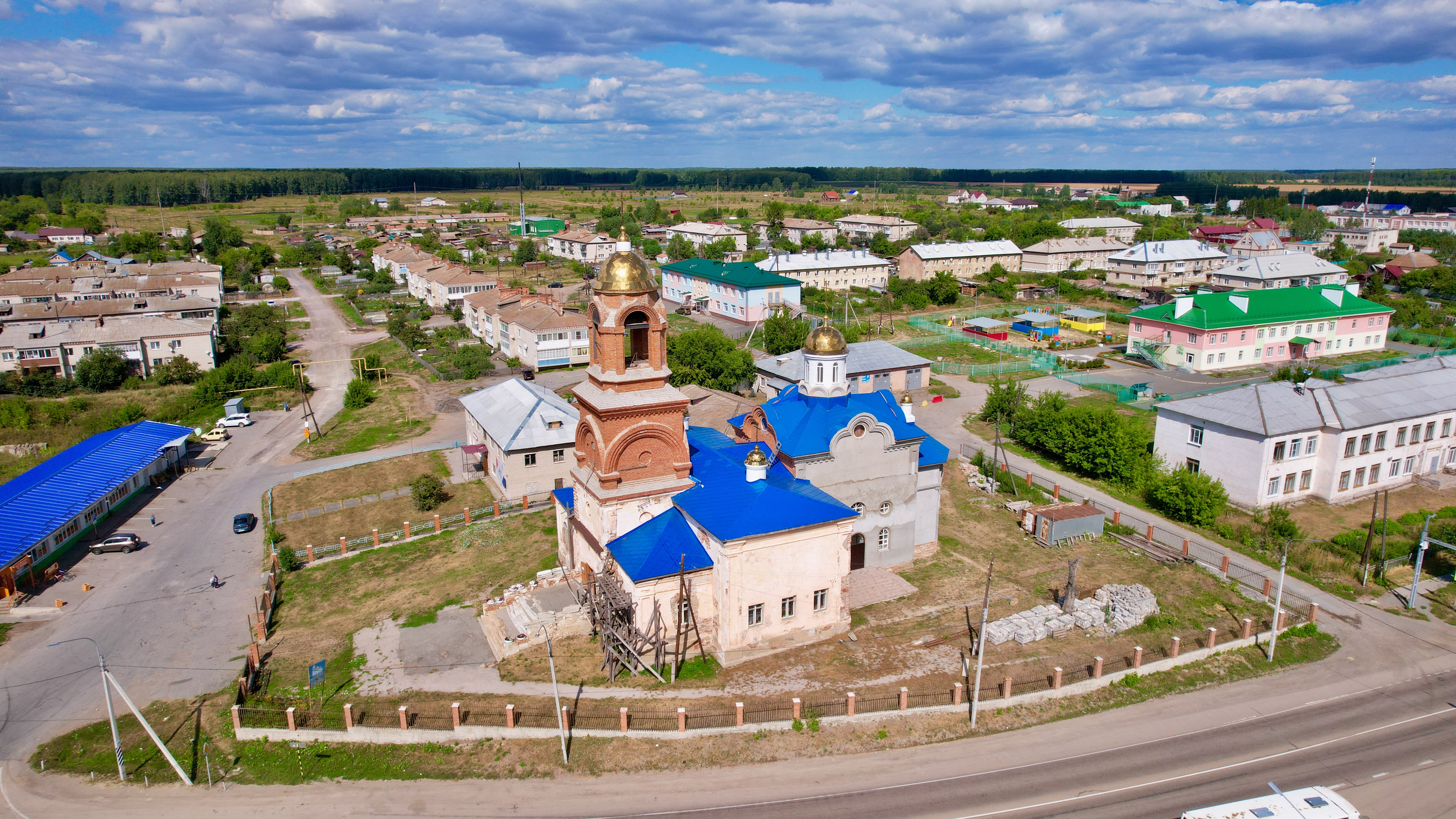
Церковь в 2022 году

Деревянная церковь существовала с 1817 по 1834 год. Первую церковь освятили во имя Николая Чудотворца.
Позднее на её месте был выстроен новый каменный трёхпрестольный храм. В 1829 году сооружение новой Покровской церкви в основном завершилось. Храм был двухпрестольным: главный придел во имя Покрова Пр. Богородицы — холодный; южный придел в честь Равноапостольных Царей Константина и Елены — тёплый. В 1833 году в Покровском приделе сделали иконостас, а вокруг храма была построена деревянная ограда. В 1834 году состоялось освящение главного, Покровского, придела храма по благословению Преосвященного Аркадия, Архиепископа Пермского и Верхотурского. В 1840-е годы в храме села Покровского продолжались строительные работы. Возводился придел во имя святых Константина и Елены. Документы сохранили имена некоторых строителей: Софрон Сыропятов, подрядчик Фёдор Детенишев. В 1849 году Константино-Еленинский придел был освящён. В 1853 году белили известью холодный Покровский придел. В 1858 году в храме села Покровского делали новые водосточные трубы и клали печи. В 1860 году началось строительство церковной ограды. Она была сложена из камня с мраморными столбами и железными решётками. Решётки и ворота делал сысертский мастеровой Пётр Паршуков. Мраморные столбы поставлялись из Мраморского завода. В декабре 1862 года покровские прихожане приняли решение купить иконостас Предтеченской церкви села Мраморского, чтобы установить его во вновь строящемся северном приделе своего храма, посвящённом Иоанну Предтече. В 1863 году состоялось освящение нового северного придела во имя Пророка Предтечи и Крестителя Господня Иоанна. В 1865 году екатеринбургский мастер Семён Дёгтев писал запрестольные иконы Богородицы и Иоанна Крестителя, работал над иконостасом.
В 1890 году прошёл очередной ремонт, работы вёл екатеринбургский мещанин Александр Савельев. 16 сентября 1893 года (по ст. стилю) было совершено малое освящение отремонтированного Покровского придела.
В приход села Покровское входили деревни Белоносова, Малосмолина, Щёлконогова, Попова, Часовая. Прихожан насчитывалось 3414 человек. В приходе храма были две часовни: первая в деревне Часовой — во имя Иоанна Предтечи — каменная, 1895 года постройки. Вторая в деревне Малая Белоносова — деревянная, 1881 года постройки.
После Октябрьской революции 1917 года государство взяло курс на борьбу с религией. Церкви закрывались в массовом порядке. В 1930 году встал вопрос о прекращении деятельности Покровского храма. Были организованы собрания местных жителей, на которых принимались решения: «…Религия является большим тормозом в деле социалистического переустройства деревни и ярым врагом коллективизации, …просим поставить вопрос о передаче церкви под культурное учреждение». Однако, несмотря на пропагандистскую работу властей, Покровская церковь закрыта не была.
29 января 1936 года Президиум Покровского райисполкома постановил: «Учитывая настроения, ходатайства и настойчивые требования колхозных масс в количестве 981 человека о закрытии церкви, находящейся в селе Покровском, …церковь закрыть… Внесённые предложения и требования колхозных масс о приспособлении здания церкви под дом культуры считать вполне целесообразными». 26 февраля ходатайство Покровского райисполкома было удовлетворено областными властями. Покровскую церковь опечатали. Местные жители пытались бороться за свой храм. В марте 1936 года они направили в облисполком письмо, в котором говорилось: «…12 марта наш храм был закрыт окончательно, иконы выброшены, иконостас выломан… Мы протестуем против незаконных действий РИКа. Нам не дано было 2 недели сроку хлопотать об открытии храма. Свобода вероисповедания нигде не попиралась так грубо и незаконно, как нашу церковь закрыли, не спросивши верующих деревень, принадлежащих приходу нашей церкви. Если же были подписи о желании закрыть храм, так это были людей приезжих, служащих, и небольшой части верующих, испугавшихся застращивания, а не коренного населения. Просим открыть нам наш храм для богослужения. Это желание всего прихода.» Колокола были сняты, иконы сожжены. Нетронутой осталась фреска «Благодатное небо» — самая красивая в храме.
В советское время церковь была перестроена, в здании размещался клуб. 13 февраля 2004 года церковь была возвращена Русской православной церкви. В настоящее время идёт восстановление храма.